# Dimitar Dimov
Dimitar Todorov Dimov (em búlgaro:  Димитър Тодоров Димов) (Lovech, 25 de junho de 1909-Bucareste, 1 de abril de 1966) foi um escritor búlgaro. Licenciado em medicina veterinária e microbiólogo pela Universidade de Sófia, foi principalmente novelista e dramaturgo.
De 1939 a 1946 trabalhou como professor adjunto de anatomia na Faculdade de Medicina Veterinária da Universidade de Sófia. Em janeiro de 1943, especializou-se em histologia do sistema nervoso no Instituto Cajal em Madrid. De 1946 a 1949 lecionou na Faculdade de Agronomia em Plovdiv, e de 1949 a 1952, foi professor associado na Academia de Agronomia de Sófia. A partir de 1953 foi professor de anatomia, embriologia e histologia de vertebrados da Academia Nacional de Ciências "G. Dimitrov" em Sófia.
Nascido em Lovech, Dimov é mais conhecido pelo seu romance mais vendido Tabaco (búlgaro: Тютюн, translit. Tyutyun, 1951) que foi transformado no filme Tabaco de 1962 dirigido por Nikola Korabov. O enredo do Tabaco de Dimov lida com os destinos de uma série de personagens ligados a uma grande fábrica de tabaco. O fio condutor da trama é a história de Boris, um jovem ambicioso de más origens que renuncia ao seu primeiro amor Irina para se casar com Maria, a herdeira do negócio do tabaco. Ele continua a conduzir o negócio com grande ganância e crueldade. A descida da sua esposa à insanidade e à morte no casamento sem amor permite-lhe casar-se com Irina, que estudou para se tornar médica, mas é seduzida pela promessa da vida luxuosa como amante e, eventualmente, cônjuge de um rico proprietário de uma fábrica. No entanto, a sua vida comum é envenenada pelos acontecimentos anteriores e pelo seu próprio egoísmo e decadência moral.  Outras personagens, incluindo um irmão de Boris e um amigo de Irina que trabalha na fábrica, são dedicadas ao movimento comunista e à sua luta; estes e vários outros enredos fazem do livro uma imagem mais ampla da Bulgária capitalista nos anos que antecederam a tomada comunista do poder. O romance critica o egoísmo, o carreirismo, a ganância e a exploração característicos da sociedade de classes que retrata do ponto de vista socialista.
Outros romances da autoria de Dimov são o Tenente Benz (1938), uma história de amor fatal entre personagens imperfeitos durante a Primeira Guerra Mundial; e Doomed Souls (1945), um conto trágico da obsessão apaixonada de uma jovem inglesa dissoluto com um fanático e reacionário conjunto jesuíta na Espanha durante a guerra civil. As suas peças incluíam Férias em Arko Iris and Mulheres com um Passado.
Dimov morreu no aeroporto de Bucareste, na Roménia, vítima de doença súbita.